# Bundeslade

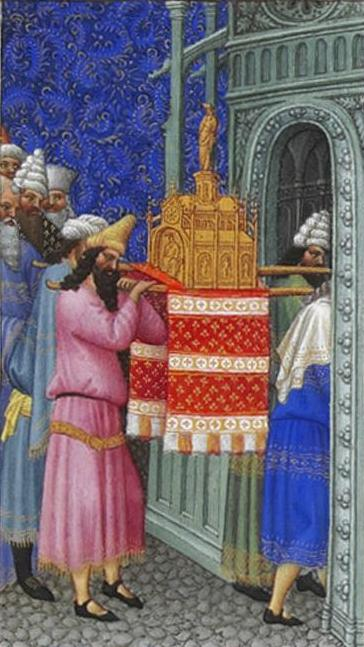
Die Truhe des Bundes wird in den Tempel getragen; Miniatur von 1412–1416 der Brüder von Limburg und Jean Colombe aus dem Stundenbuch Très Riches Heures du Duc de Berry

Die Bundeslade oder Bundestruhe (hebräisch אֲרוֹן הַבְּרִית ʔarōn habrīt, neuhebräisch: Aron habrit, auch hebräisch אֲרוֹן הָעֵדוּת ʔarōn hāʿedut, deutsch ‚Lade des Zeugnisses‘, hebräisch אֲרוֹן הַאֱלֹהִים ʔarōn haʔelohîm, deutsch ‚Gotteslade‘ oder einfach hebräisch הָאָרוֹן hāʔārōn, deutsch ‚die Lade‘) war gemäß der Tora ein heiliger Kultgegenstand der Israeliten, der nach Anweisung Gottes entworfen und hergestellt wurde, um unter anderem die zwei Steintafeln mit den Zehn Geboten (hebräisch עֲשֶׂרֶת הַדִּבְּרוֹת aseret ha-dibberot) aufzunehmen, die er Mose auf dem Berg Sinai übergeben hatte. Die Bundeslade galt nach dem Auszug aus Ägypten und während Israels Wüstenwanderung und der sogenannten Landnahme als Garant für Gottes Gegenwart inmitten des Volkes. Sie ist bis heute das Symbol für den Bund Gottes mit dem Volk Israel (daher der Name „Bundeslade“). Berührt werden durfte sie nur von den Würdigsten und Hohepriestern. Jede unbefugte Berührung stellte ein Sakrileg dar und führte laut Überlieferung zum sofortigen Tod des Frevlers. Einen eindeutigen archäologischen Nachweis für die Existenz der Lade gibt es nicht.
Nach der biblischen Beschreibung (Ex 25,10–22 ) war sie eine 130 × 80 × 80 cm (L × B × H) große, innen wie außen mit Gold überzogene Truhe aus Akazienholz, die mit goldenen Ringen versehen war, durch die zwei Tragestangen geführt wurden. Auf ihrer auch in Heb 9,4–5  ausführlich beschriebenen, abnehmbaren Deckplatte thronten zwei Cherubim, die schützend ihre Flügel gegeneinander und über die Platte ausbreiteten. Zwischen den Cherubim erschien die Herrlichkeit Gottes (Schechina). Verschiedene Bibelübersetzungen bezeichnen die Deckplatte, (כַּפֹּרֶת kapporæt) unterschiedlich, z. B. als Gnadenstuhl (Lutherübersetzung), als Versöhnungsdeckel (einige Ausgaben der Elberfelder Bibel) oder als Sühneplatte (Einheitsübersetzung). Sie war demnach ein Zeichen der Versöhnung zwischen Gott und Menschen.
In Synagogen wird heute der Toraschrein, in dem die Tora-Rollen aufbewahrt werden, als „Heiliger Schrein“ (hebräisch אָרוֹן הקׄדֶשׁ ʔārōn haqodeš, neuhebräisch: Aron hakodeš) bezeichnet. Der Toraschrein steht an der Wand des Synagogenraumes, welche in Richtung Jerusalem weist.

## Archäologische Erkenntnisse

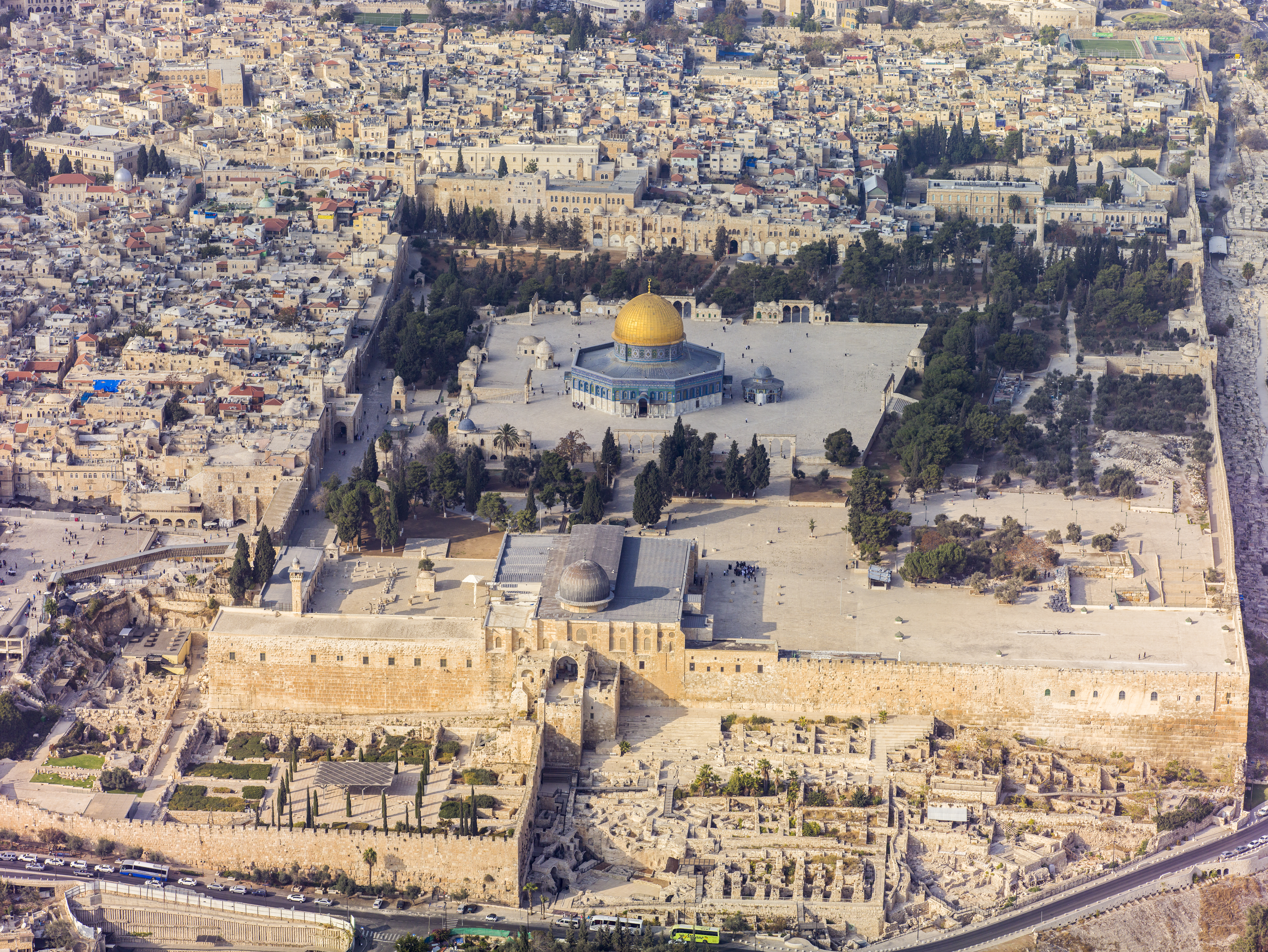
Der Felsendom auf dem Tempelberg in Jerusalem

Die Existenz der Bundeslade ist biblisch überliefert.
Sämtliche bisherigen Berichte über angebliche Funde der Bundeslade stützen sich ausschließlich auf mündliche Aussagen. Konkrete Gegenstände oder andere belastbare Hinweise existieren nicht. Populärwissenschaftlicher Literatur zufolge entdeckten europäische Kreuzritter bei der Eroberung Jerusalems Tunnel im Tempelberg. Darin soll sich auch die Bundeslade befunden haben. Echte Zeugnisse aus der Überlieferung des Templerordens und der Kreuzzüge liegen dazu nicht vor. Die tatsächlich vorhandenen Tunnel waren und sind Gegenstand wissenschaftlichen archäologischen Interesses. Die Forschungsgeschichte wurde durch mehrere unseriöse Unternehmungen belastet. So bestach etwa Montagu Brownlow Parker (Earl of Morley) 1911 einen hohen Aufsichtsbeamten, um nachts unterhalb des Felsendomes Grabungen durchführen zu können. Er wurde entdeckt, bevor er die Grotte unter der Moschee erreichte (siehe Parker-Expedition). Heute sind archäologische Forschungen auf dem Tempelberggelände von den islamischen Behörden streng untersagt.
In den 1920er Jahren behauptete der Amerikaner Antonia Frederick Futterer, er habe im Berg Nebo in Jordanien einen Geheimgang mit einem Verschluss an seinem Ende gefunden, der die Hieroglyphen-Inschrift „Hierin liegt die goldene Bundeslade“ trug. Als das überprüft werden sollte, fand Futterer die Inschrift nicht mehr vor.
1981 behauptete der Amerikaner Tom Crotser, im Berg Nebo, am Ende eines Ganges in einer Krypta, die Bundeslade gefunden zu haben. Statt weiterer Untersuchung fertigte er nur einige Fotos an, die lediglich wenige Menschen sehen durften. Zu ihnen gehörte der Archäologe Siegfried A. Horn, der anschließend berichtete, nur auf zwei der Aufnahmen sei überhaupt etwas zu erkennen gewesen, und das sei keinesfalls altertümlich, sondern ein modernes Produkt mit teilweise maschinell gefertigtem Dekor. Ähnlich verhält es sich mit zweifelhaften Aufnahmen Ron Wyatts (1989) vom Kalvarienberg.

## Biblische Überlieferung

### Erste Zeit und Aufbewahrung

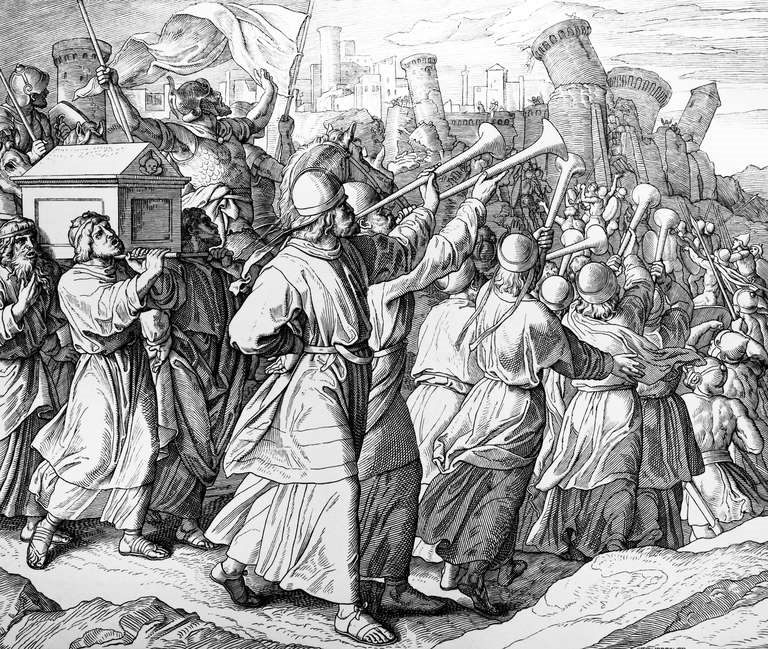
Julius Schnorr von Carolsfeld: Der Kampf um Jericho

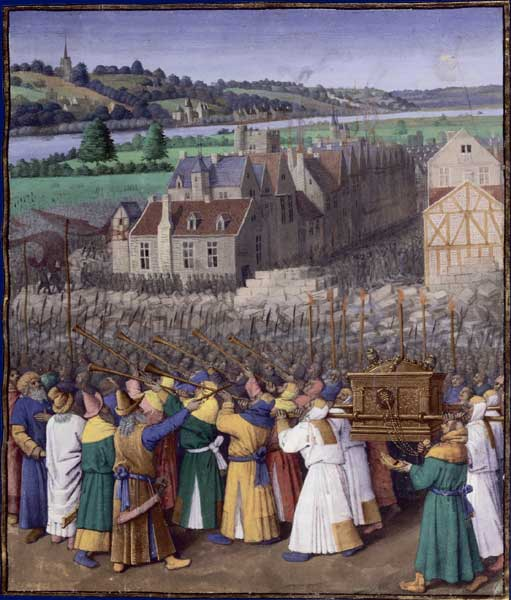
Die Eroberung von Jericho (Jean Fouquet, ca. 1452–1460)

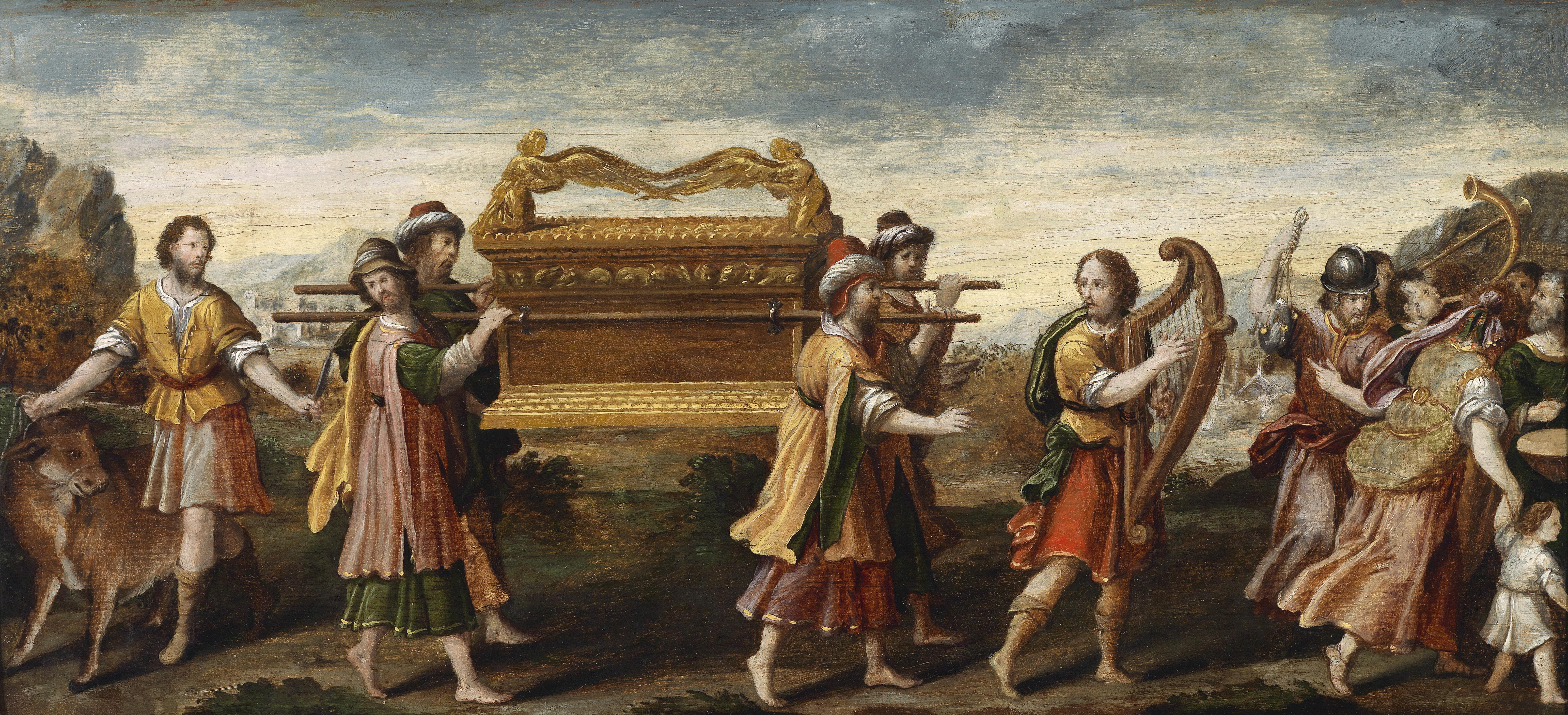
Die Überführung der Bundeslade durch den singenden und tanzenden David – 16. Jahrhundert, anonym

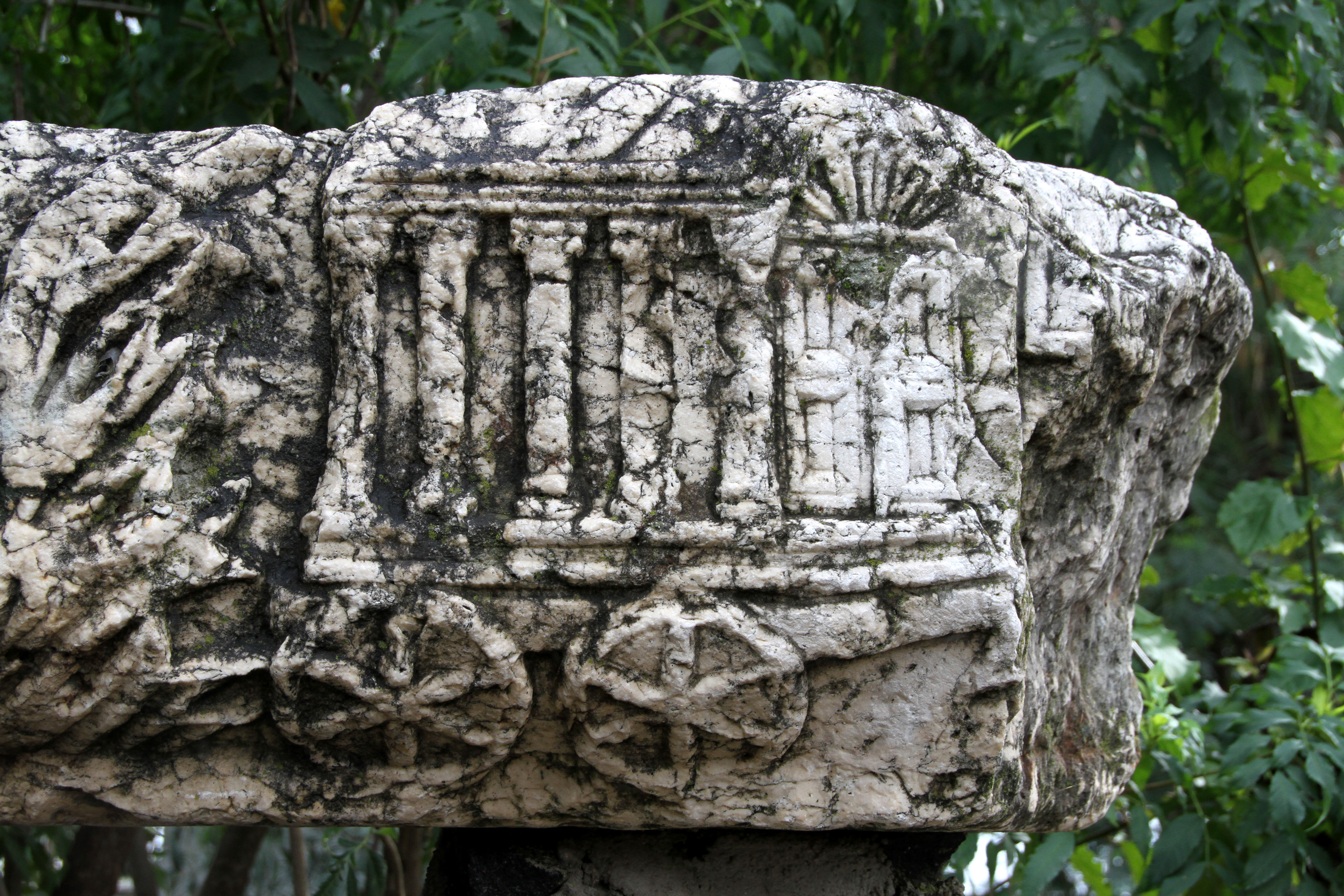
Relief in der Synagoge in Kafarnaum in Israel

Nach Überlieferung der Tora wurden die Steintafeln mit den Zehn Geboten zunächst in der Bundeslade umhergetragen und mit ihr in einem zerlegbaren Zelttempel, der Stiftshütte, aufbewahrt. Diese wurde auch auf den Wanderungen mitgeführt, später hatte sie ihren Standort in Silo etwa in der Mitte des Landes Israel, um so der Bundeslade einen festen Platz zu geben. Die Ladeerzählung in 1 Sam 4,1b  bis 1 Sam 7,2a  berichtet, dass die Lade nach einer militärischen Niederlage der Israeliten in die Hand der Philister fiel, die von JHWH schrecklich dafür bestraft wurden. Daraufhin sei sie den Israeliten zurückgegeben worden, die sie laut 1 Sam 6,12  zunächst in Bet Schemesch aufbewahrten. Später soll sie nach Kirjat-Jearim ins Haus Abinadabs gebracht worden sein. In beiden Orten haben Archäologen Strukturen ausgegraben, die sich mit den biblischen Berichten in Übereinstimmung bringen lassen.
Die Überführung der Bundeslade auf den Berg Zion erfolgte durch König David und in den Tempel zu Jerusalem durch Salomo auf dem Moriah-Plateau, dem Tempelberg. Korrelationsuntersuchungen von noch vorhandenen geodätischen Referenzpunkten wie den Resten der Tempelmauern mit modernen Tempelrekonstruktionen sowie die Vermessung des mit dem Felsendom umbauten Felsens durch den Briten Montagu Brownlow Parker, 5th Earl of Morley (1878–1962), im Jahre 1911 legen nahe, dass dieser Felsen identisch ist mit dem Standort der Bundeslade. Nach der Festigung der politischen Macht König Davids brachte dieser die Bundeslade nach Jerusalem, um die Stadt nun auch zum religiösen Zentrum zu machen (2 Sam 6 ). Die Bundeslade stand dann im Allerheiligsten des Jerusalemer Tempels, das der Hohepriester nur einmal im Jahr während des Versöhnungstages (Jom Kippur) betreten durfte, um dort den Namen Gottes auszusprechen und um Sühne für das Volk Israel zu bitten.

### Verlust, Rückkehr und Verbleib der Bundeslade
Um 1050 v. Chr. wurde die Bundeslade in der Schlacht bei Aphek (Aphek) durch die Philister erobert (1 Sam 4 ). Die Israeliten lagerten bei Eben-Eser. Abinadab war ein einfacher Bauer aus dem Stamm Levi, der in den Jahren, als die Philister die Israeliten angriffen, die Bundeslade in seinem Haus aufbewahrte (1. Buch Samuel). Nach biblischer Darstellung (1 Sam 5 ) brachten die Philister die Bundeslade, welche sie in einem Kampf mit den Israeliten erbeutet hatten, über Aschkelon nach Aschdod und stellten sie in den Tempel ihres Gottes Dagon. Nachdem sie dort unerklärliche Unglücksfälle und Krankheiten verursacht habe, wurde sie über Gat und Ekron auf einem unbemannten Karren, der von säugenden Kühen gezogen wurde, zu den Israeliten zurückgeschickt (1 Sam 6 ). Sie kam zuerst nach Bet Schemesch und dann für viele Jahre nach Kirjat-Jearim in das Haus des Abinadab auf dem Hügel. Bevor sie dann nach Jerusalem kam, stand sie noch drei Monate im Haus des Obed-Edom und wurde dann endgültig nach Jerusalem geholt, wo sie zunächst in einem Zelt untergebracht wurde (2 Sam 6,17 ).
Nach dem Bau des salomonischen Tempels fand die Bundeslade dann Platz in dessen Allerheiligstem (1 Kön 8,20–21 ).
Nebukadnezar II. eroberte im Jahr 587/586 v. Chr. Jerusalem und verschleppte einen Teil der Bewohnerschaft in das Babylonische Exil. Damit einher ging die Plünderung des Jerusalemer Tempels. Seitdem gelten – ihre vorherige Anwesenheit vorausgesetzt – große Teile des Tempelschatzes einschließlich der Bundeslade als verschollen. Es ist anzunehmen, dass die Lade in diesem Zusammenhang zerstört wurde.
Dem zweiten Buch der Makkabäer (2 Makk 2,5 ) zufolge hat der Prophet Jeremia, vor Nebukadnezars Plünderung, die Bundeslade gemeinsam mit der Hütte des Stifts und dem Räucheraltar am Berg Nebo in einer Höhle vergraben. Man beruft sich bei dieser Aussage auf ältere überlieferte Schriften:

„5. Als sie nun an den Berg kamen, darauf Mose gewesen war und des Herrn Erbland gesehen hatte (Das ist der Berg Nebo), fand Jeremia eine Höhle; darein versteckte er die Hütte und die Lade und den Altar des Rauchopfers und verschloss das Loch.
6. Aber etliche, die auch mitgingen, wollten sich das Loch merken und zeichnen, sie konnten’s aber nicht finden.
7. Da das Jeremia erfuhr, strafte er sie und sprach: Diese Stätte soll kein Mensch finden noch wissen, bis der Herr sein Volk wieder zuhauf bringen und ihnen gnädig sein wird …“

## Beschreibungen

### Aussehen und Größe

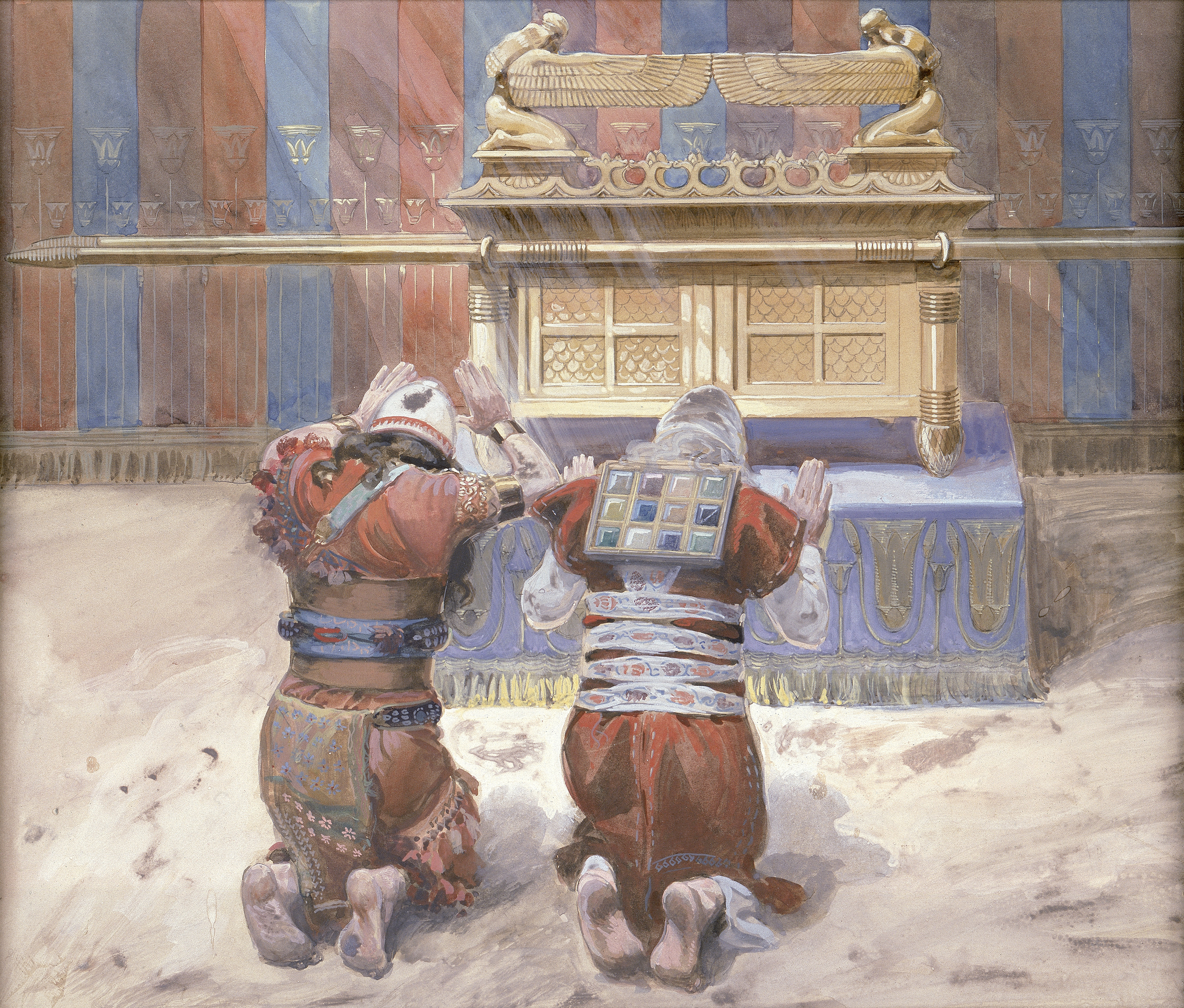
Mose und Aaron vor der Bundestruhe, Gemälde von James Tissot (1900)

In der Bibel findet sich in Ex 25,10–20  eine Beschreibung der Bundeslade:

„Macht eine Lade aus Akazienholz, zweieinhalb Ellen lang, anderthalb Ellen breit und anderthalb Ellen hoch! Überzieh sie innen und außen mit purem Gold und bring daran ringsherum eine Goldleiste an! Gieß für sie vier Goldringe und befestige sie an ihren vier Füßen, zwei Ringe an der einen Seite und zwei Ringe an der anderen Seite! Fertige Stangen aus Akazienholz an und überzieh sie mit Gold! Steck die Stangen durch die Ringe an den Seiten der Lade, sodass man die Lade damit tragen kann. Die Stangen sollen in den Ringen der Lade bleiben; man soll sie nicht herausziehen. In die Lade sollst du die Bundesurkunde legen, die ich dir gebe.
 Verfertige auch eine Deckplatte aus purem Gold zweieinhalb Ellen lang und anderthalb Ellen breit! Mach zwei Kerubim aus getriebenem Gold und arbeite sie an den beiden Enden der Deckplatte heraus! Mach je einen Kerub an dem einen und dem andern Ende; auf der Deckplatte macht die Kerubim an den beiden Enden! Die Kerubim sollen die Flügel nach oben ausbreiten, mit ihren Flügeln die Deckplatte beschirmen und sie sollen ihre Gesichter einander zuwenden; der Deckplatte sollen die Gesichter der Kerubim zugewandt sein.“

Die genaue Länge der damaligen „Elle“ ist nicht bekannt; die Abmessungen der Lade werden auf etwa 130 × 80 × 80 cm geschätzt. Das Seitenverhältnis von 2,5:1,5 (=1 2⁄3 ≈ 1,667) liegt nur knapp 3 Prozent höher als der Goldene Schnitt (≈ 1,618).

### Inhalt
Nach dem Text von Ex 25,21  sollte die Bundeslade das „Zeugnis“ aufnehmen, das Gott Mose gab. Damit sind nach 1 Kön 8,9  und jüdischer Tradition die beiden steinernen Tafeln mit den Zehn Geboten als Zeichen des Bundes zwischen ihm und dem Volk Israel gemeint. Laut Ex 16,33  wurde ein Gomer Manna sowie laut Num 17,25  Aarons grünender Stab vor der Bundeslade im Allerheiligsten aufbewahrt.
Im Neuen Testament wird im Brief an die Hebräer (Heb 9,4 ) dagegen angegeben, dass sich sowohl der Krug mit Manna, der grünende Stab Aarons als auch die Bundestafeln in der „durchweg mit Gold verkleidete[n] Bundeslade“ befanden. Dies könnte man so erklären, dass man den Krug mit Manna sowie den grünenden Stab Aarons nach gewisser Zeit zur Aufbewahrung in die Bundeslade gelegt hat. Franz Delitzsch untermauert diese Deutung in seinem Kommentar zum Brief an die Hebräer wie folgt: „… aus der geflissentlichen Bemerkung, dass zur Zeit des salom. Tempels nur (רק) die Gebotstafeln in der Lade waren, möchte eher zu folgern sein, dass uralters sich auch noch andere Dinge darin befanden.“
Im Zusammenhang mit Überlegungen zur materiellen Ausgestaltung des JHWH-Kultes im Ersten Tempel von Jerusalem vermutete der Theologe Hugo Gressmann in der Lade ein Stierbild, wie es als Kultsymbol JHWHs in Bethel bezeugt ist. Othmar Keel brachte als möglichen Inhalt einen oder zwei heilige Steine ins Spiel, die dann später zu den beiden steinernen Gesetzestafeln umgedeutet wurden, und Matthias Köckert deutete die Lade als Transportsockel für das eigentliche Kultbild. In den Schriften der Bibel findet sich indes keinerlei Hinweis für diese Vermutungen.

## Die Bundeslade in der christlichen Ikonographie
In der christlichen Kunst des Mittelalters wird das Motiv der Bundeslade schon früh, aber eher vereinzelt dargestellt. Bildtraditionen, wie sie für andere Themen der Ikonographie über lange Strecken zu verfolgen sind, hatten sich daher kaum entwickelt. Die wichtigsten Szenen wurden gleichwohl als Miniaturen in Bibelhandschriften und Weltchroniken eingefügt. Die Biblia pauperum und das Speculum humanae salvationis stellen unter anderem die typologische Bedeutung der Bundeslade mit den darin verwahrten Kultgegenständen als Vorbild für den von Maria getragenen Christus dar und in ähnlichem Sinne sind auch die Bildpaare in der concordia caritatis zueinander geordnet.
Die ganze Neuzeit hindurch greifen die Illustratoren gedruckter Bibeln das Motiv der Bundeslade gern auf, so Matthäus Merian im 17. Jahrhundert im protestantischen Bereich oder im 19. Jahrhundert Julius Schnorr von Carolsfeld, dessen Holzschnitte bis ins 20. Jahrhundert zu Vorlagen für Schulbibeln beider Konfessionen genutzt wurden.
Die reformatorische Ikonographie versah die Bundeslade mit einer Bedeutung, die über das bloß Erzählerische hinausging: „Die reformatorische Bibelauslegung sah … in der ‚Lade des Bundes‘ oder des ‚Testamentes‘, wie man auch übersetzen konnte, das Hauptsymbol der göttlichen Offenbarung vor der Ankunft Jesu“. Exemplarisch ist auf den ikonographischen Gebrauch in den Abendmahlsdarstellungen der Altarretabel von Ludwig Münstermann hinzuweisen.

## Referenzen in religiösen Schriften

### Tanach bzw. Altes Testament
Erwähnungen der Bundeslade im Tanach bzw. im Alten Testament:
- Angefertigt wurde die Bundeslade unter der Führung Moses (Ex 25,10 EU und Ex 37,1 EU) von Bezalel. Zunächst diente sie der Aufbewahrung der zwei Tafeln mit den Zehn Geboten. Hier ist auch eine Beschreibung der Bundeslade.
- In Num 17,25 EU wird berichtet, dass der Stab Aarons vor die Bundeslade gebracht werden sollte, um ihn aufzubewahren.
- In Jos 7 fällt Josua vor der Bundeslade in trauervollem Gebet anlässlich der Niederlage bei Ai nieder und tritt dann in einen Dialog mit Gott.
- in Dtn 10,8 EU wird die Bundeslade dem Unterstamm Kohat des Stammes Levi übergeben, der sie fortan tragen soll (siehe auch Num 7,9 EU), wobei sie stets verhüllt werden muss (Kohat ist der Unterstamm, dem auch Mose selbst angehörte).
- In 1 Sam 4 EU wird sie als Heiligtum im Kampf gegen die Philister verwendet, sie soll Israel im Kampf schützen. Trotzdem haben die Philister Erfolg und können die Bundeslade rauben. Laut (1 Sam 5 EU) werden sie deshalb von Gott mit Plagen geschlagen und schicken die Bundeslade daraufhin zum Volk Israel zurück.
- In 2 Sam 6,6-7 EU wird die Bundeslade in die Davidsstadt gebracht. Dabei greift Usa in einer kritischen Situation nach der Bundeslade, um sie vor dem Herabfallen vom Wagen zu schützen; damit verstößt er jedoch gegen das Gebot, die Bundeslade nicht zu berühren (Num 4,15.19 EU), weshalb er sich den Zorn Gottes zuzieht und sterben muss.
- 1 Kön 8,20–21 EU berichtet, dass König Salomon die Bundeslade in den von ihm erbauten Jerusalemer Tempel bringen lässt.
- In Jer 3,16 EU wird prophezeit, dass – sobald Jerusalem Mittelpunkt des jüdischen Volkes geworden ist – die Bundeslade keinerlei Bedeutung mehr haben wird und keine zweite Bundeslade hergestellt wird.
- Die apokryphen Makkabäerbücher gehören zu den Spätschriften des Alten Testaments und sind nur in der Septuaginta enthalten. Daher sind sie nicht Teil des jüdischen und protestantischen Bibelkanons. In 2 Makk 2,5–7 EU wird die Bundeslade durch den Propheten Jeremia und einige Helfer weggetragen und in einer Höhle auf dem Berg verborgen, „auf den Mose gestiegen war, um das von Gott verheißene Erbteil zu sehen.“ Dort soll sie unerkannt bleiben, „bis Gott sein Volk wieder sammelt und ihm wieder gnädig ist.“

### Neues Testament
Erwähnungen der Bundeslade im Neuen Testament:
- Im Römerbrief des Paulus (Röm 3,25 EU) wird mit dem griechischen Begriff ἱλαστήριον („Gnadenstuhl“ in den Lutherausgaben bis 1912, aber auch in der Erklärung zur Ausgabe von 2017) ein direkter Bezug zwischen Jesus Christus und der Sühneplatte der Bundeslade hergestellt.[12]
- Im Brief an die Hebräer (Hebr 9,4–5 EU) wird nochmals die Bundeslade im Tempelinneren beschrieben.
- In der Offenbarung (Offb 11,19 EU) wird der Tempel Gottes im Himmel aufgetan, und die Bundeslade wird sichtbar.

### Koran
Im Koran wird der Begriff Sakīna bisweilen in Zusammenhang mit der Bundeslade erwähnt. Sie bewirkt göttliche Gegenwart und ist, besonders im Kriegsfall, Garant göttlichen Einwirkens.
- Im Koran (Sure 2,248) heißt es: „Das Zeichen seiner Herrschaft ist, dass euch ein Herz gegeben wird, darin Frieden von eurem Herrn ist und ein Vermächtnis aus dem Nachlass vom Geschlecht Moses und Aarons – die Engel werden es tragen. Gewiss, darin ist ein Zeichen für euch, wenn ihr Gläubige seid.“
- Sure 9,26 lautet: „Dann senkte Allah Seinen Frieden auf Seinen Gesandten und die Gläubigen und sandte Heerscharen hernieder, die ihr nicht sahet, und strafte jene, die ungläubig waren. Das ist der Lohn der Ungläubigen.“

## Der äthiopische Tabot

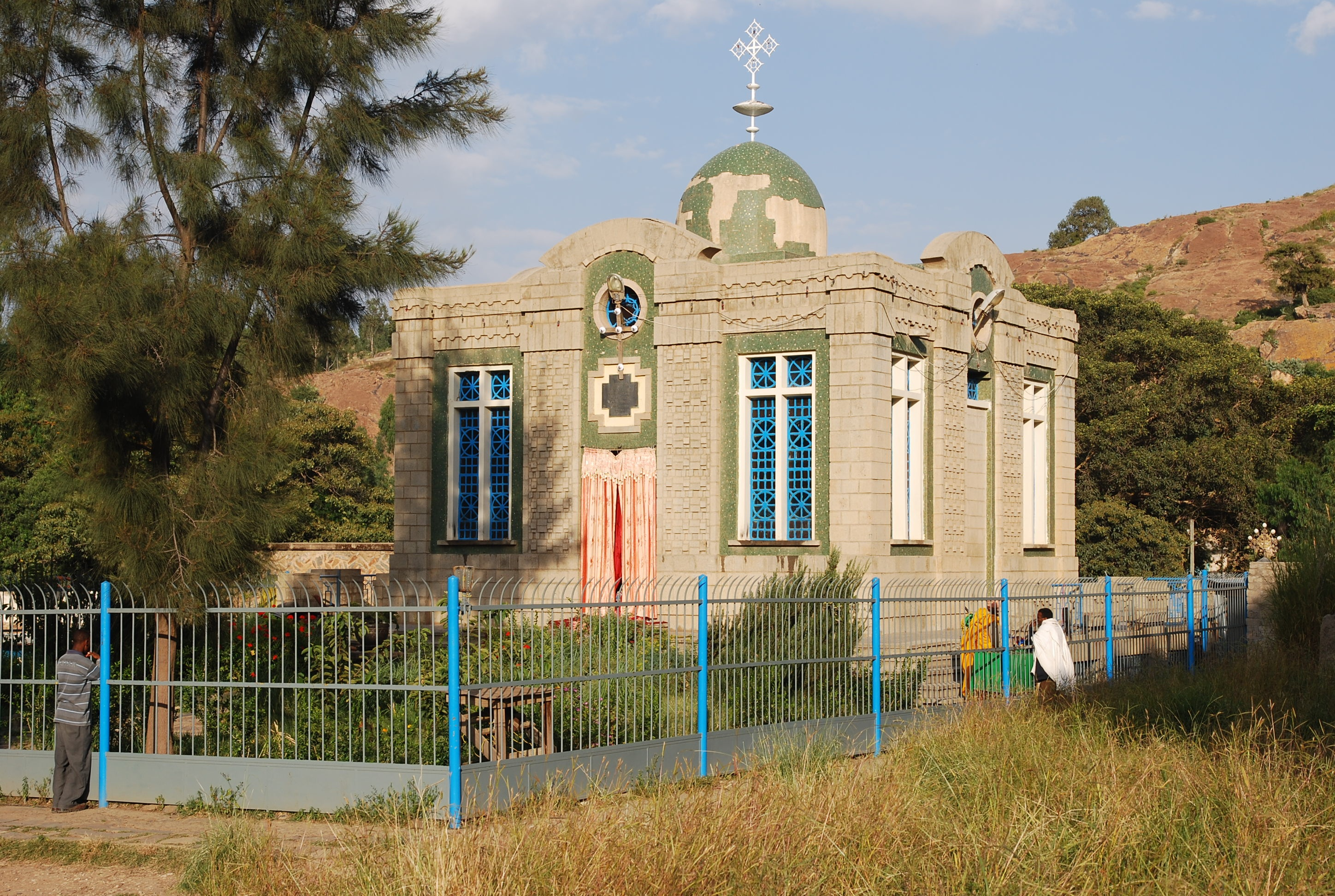
Kapelle in Aksum, in der sich die äthiopische Bundeslade befinden soll

Nach der Überlieferung der äthiopischen Kirche wurde die Bundeslade vom Gefolge Meneliks, des Sohnes von Salomon und der Königin von Saba, gestohlen und durch eine Replik ersetzt. Demnach befinde sich die ursprüngliche Lade heute in Aksum, der heiligen Stadt Äthiopiens. Dies sei aus dem äthiopischen Nationalepos, dem Kebra Negast aus dem 13. Jahrhundert, zu schließen, das die Herkunft des von 1270 bis 1974 regierenden äthiopischen Herrscherhauses aus der Verbindung zwischen der einheimischen Makeda, d. h. der Königin von Saba, und Salomon ableitet. Die Reliquie wird angeblich in einer Kapelle neben der Kirche der Heiligen Maria von Zion aufbewahrt, wo sie von einem Mönch ständig bewacht wird. Einmal im Jahr wird, wie in den anderen Kirchen Äthiopiens, eine Tabot-Replik während einer Prozession durch die Stadt geführt. Es handelt sich dabei um eine mit Seidentüchern verhüllte Kiste (Tabot), deren Form aber nicht den biblischen Beschreibungen entspricht – ob sich darunter die Bundeslade oder wiederum nur eine leere Kiste befindet, ist nicht überprüfbar.
Die äthiopische Bundeslade darf nur vom Wächter unverhüllt betrachtet werden; nicht einmal dem Oberhaupt der äthiopisch-orthodoxen Kirche ist dies erlaubt. 1868 gelang es dem Armenier Dimotheos, sie zu Gesicht zu bekommen und zu beschreiben. Ihm zufolge ist die äthiopische Lade im 14. Jahrhundert in Indien entstanden; die Inschrift sei Alt-Äthiopisch gewesen. Außerdem habe die Lade keineswegs der Beschreibung in der Bibel entsprochen.
Gerhard Rohlfs wurde während seiner Abessinienmission in Aksum vom Nebreid empfangen. Der erklärte, dass es sich um die echte Bundeslade handle, die in die Kirchenwand eingemauert sei. Der Nebreid zeigte Rohlfs eine kleine silberne Kapsel, die an einer blauseidenen Schnur hing, die er aus seinem Gewand zog. In ihr befand sich nach seinem Bekunden sein Testament bzw. die Anweisung, wie man zum Eingang der Kammer gelangt, in der sich die Bundeslade befindet. Nur der Nebreid dürfe die Bundeslade sehen, weder der Ecage noch der Abuna bekämen die Bundeslade je zu Gesicht.
Es existieren Dutzende (auch als solche bezeichnete) „Kopien der Bundeslade“ in Äthiopien; außerdem befindet sich eine Tabot-Kopie auch in der Obhut des Erzpriesters Merawi Tebege im Äthiopisch-Orthodoxen Kirchenzentrum in Köln-Longerich. Darüber hinaus wird in jeder äthiopisch-orthodoxen Kirche ein Tabot aufbewahrt, der eine Kopie der Gebotstafeln darstellen soll. Diese Tafeln sind Heiligen, Engeln oder Gott selber geweiht und geben der betreffenden Kirche ihren Namen.

## Übertragung auf Maria
In der römisch-katholischen Überlieferung wird der Aspekt der Bundeslade Gottes auf Maria übertragen. Ein solcher Marientitel steht hinter ihrer Anrufung in der Lauretanischen Litanei von 1531: „Foederis arca – Du Bundeslade (Gottes)“. Entsprechend wurde nach Offb 11,19 , der Schilderung des Offenbarwerdens von Tempel und Bundeslade, das Zionsbild (des Tempels/Tempelbergs) auf Jesus übertragen und Tochter Zion auf Maria.

## Die Bundeslade in Film, Literatur und Musik
Die Bundeslade ist immer wieder Gegenstand parawissenschaftlicher Untersuchungen und auch vielfach Thema in fiktionalen Darstellungen, die mit Spekulationen zu ihrem Verbleib arbeiten. Die folgende Aufstellung nennt nur einige wichtigere Beispiele:
- In parawissenschaftlichen Werken wurde versucht, Funktion und Bedeutung der Bundeslade technisch zu erklären, z. B. als Kondensator, der als Kommunikationsapparat diente (Erich von Däniken in Erinnerungen an die Zukunft), oder als Funkgerät der Prä-Astronautik (Robert Charroux[14]).
- Steven Spielberg steigerte mit seinem Abenteuerfilm Jäger des verlorenen Schatzes den Bekanntheitsgrad der Suche nach Bedeutung und Funktion der Bundeslade. Er lässt nationalsozialistische Archäologen bei Tanis nach der Lade suchen, um ihre „unendliche Macht“ für militärische Zwecke zu nutzen, wobei der Held des Filmes, Indiana Jones, sie daran zu hindern sucht. Im Film sterben alle, die in einem Nazi-Lager der Öffnung der Lade zuschauen. Am Ende wird die Bundeslade verpackt in eine Holzkiste zwischen unzähligen gleichartigen Holzkisten in einer riesigen Lagerhalle des US-Militärs untergebracht.
- Harry Mulisch setzt in seinem Roman Die Entdeckung des Himmels voraus, dass der Inhalt der Bundeslade vom römischen Kaiser Titus aus dem Tempel in Jerusalem geraubt und nach Rom gebracht worden sei. Nach Jahrhunderten bringt der Junge Quinten Quist die Tafeln an ihren ursprünglichen Platz in Jerusalem zurück. Dort werden sie durch göttliche Macht zerstört: Gott nimmt seine Gesetze zurück und kündigt damit seinen Bund mit der Menschheit.

Daneben gibt es zahlreiche weitere Romane, Filme, Serien und Computerspiele, in denen die Bundeslade gesucht und gelegentlich auch gefunden wird.

### Allgemein
- Siegfried Kreuzer: Lade JHWHs / Bundeslade. In: Michaela Bauks, Klaus Koenen, Stefan Alkier (Hrsg.): Das wissenschaftliche Bibellexikon im Internet (WiBiLex), Stuttgart, 2006 ff., abgerufen am 2. Oktober 2023.
- Wilhelm Neuß: Bundeslade. In: Reallexikon zur Deutschen Kunstgeschichte. Band III (1950), Spalten 112–118; auch digital: RDK Bundeslade [abgerufen am 18. Juni 2019].

### Christliche Interpretationen
- Karl Josef Wallner: Sühne: Suche nach dem Sinn des Kreuzes, Media Maria Verlag, 2015, ISBN 978-3-945401-72-9 (mit Bezug auf Bundeslade, insbesondere Sühneplatte)

### Afrikanische Bundesladen
- Carl Bezold (Hrsg.): Kebra Negast. München 1909 (Digitalisat).
- Dierk Lange: Ancient Kingdoms in West Africa. Dettelbach 2004 (englisch).
- Stuart Munro-Hay: The Quest of the Ark of the Covenant, London 2005 (englisch).
- Magdal le Roux: The Lemba. A Lost Tribe of Israel in Southern Africa? Pretoria 2003 (englisch).
- John Twelve Hawks: Dark River. (englisch).

## Dokumentationen
- Mythos - Die größten Rätsel der Geschichte - Die Bundeslade. TV-Dokumentation von Vivien Schwarzenberg (Regie / Drehbuch) Deutschland 2022 für ZDF / ZDFinfo.
- Von Engeln bewacht: Die Bundeslade, TV-Dokumentation von Thierry Ragobert, Frankreich 2020[15]